# Élections législatives de 1978 en Loir-et-Cher
Les élections législatives françaises de 1978 se déroulent les 12 et 19 mars 1978. Dans le département de Loir-et-Cher, trois députés sont à élire dans le cadre de trois circonscriptions.

## Élus
| Circonscription | Député sortant | Parti | Parti | Député élu ou réélu | Parti | Parti     |
| --------------- | -------------- | ----- | ----- | ------------------- | ----- | --------- |
| 1re             | Pierre Sudreau |       | CDS   | Pierre Sudreau      |       | UDF (CDS) |
| 2e              | Roger Corrèze  |       | RPR   | Roger Corrèze       |       | RPR       |
| 3e              | Jean Desanlis  |       | CDS   | Jean Desanlis       |       | UDF (CDS) |

## Résultats

### Résultats à l'échelle du département
| Parti          | Parti                              | Premier tour | Premier tour | Second tour | Second tour | Sièges |
| Parti          | Parti                              | Voix         | %            | Voix        | %           | Sièges |
| -------------- | ---------------------------------- | ------------ | ------------ | ----------- | ----------- | ------ |
|                | Union pour la démocratie française | 56 859       | 34,13        | 26 491      | 54,07       | 2      |
|                | Rassemblement pour la République   | 27 365       | 16,43        |             |             | 1      |
|                | Majorité présidentielle            | 84 224       | 50,56        | 26 491      | 54,07       | 3      |
|                |                                    |              |              |             |             |        |
|                | Parti socialiste                   | 43 040       | 25,84        | 22 499      | 45,93       | 0      |
|                | Parti communiste français          | 29 807       | 17,89        | Retrait     | Retrait     | 0      |
|                | Union de la gauche                 | 72 847       | 43,73        | 22 499      | 45,93       | 0      |
|                |                                    |              |              |             |             |        |
|                | Extrême gauche                     | 5 076        | 3,05         |             |             | 0      |
|                | Parti socialiste unifié            | 2 540        | 1,52         | 0           |             |        |
|                | Écologie 78                        | 1 905        | 1,14         | 0           |             |        |
|                |                                    |              |              |             |             |        |
| Inscrits       | Inscrits                           | 200 372      | 100,00       | 57 073      | 100,00      | 3      |
| Abstentions    | Abstentions                        | 29 764       | 14,85        | 7 247       | 12,7        |        |
| Votants        | Votants                            | 170 608      | 85,15        | 49 826      | 87,3        |        |
| Blancs et nuls | Blancs et nuls                     | 4 016        | 2,35         | 836         | 1,68        |        |
| Exprimés       | Exprimés                           | 166 592      | 97,65        | 48 990      | 98,32       |        |

### Résultats par circonscription

#### Première circonscription (Blois)
|                | Pierre Sudreau sortant réélu | UDF (CDS)      | 33 603 | 51,78  |  |  |  |
|                | Alain Rannou                 | PS             | 15 367 | 23,68  |  |  |  |
|                | Pierre Sabourin              | PCF            | 12 568 | 19,37  |  |  |  |
|                | Yves Elbory                  | PSU (FA)       | 1 555  | 2,4    |  |  |  |
|                | Ludovic Szotowski            | LO             | 1 127  | 1,74   |  |  |  |
|                | Lionel Martin                | LCR            | 678    | 1,04   |  |  |  |
|                |                              |                |        |        |  |  |  |
| Inscrits       | Inscrits                     | Inscrits       | 77 964 | 100,00 |  |  |  |
| Abstentions    | Abstentions                  | Abstentions    | 11 572 | 14,84  |  |  |  |
| Votants        | Votants                      | Votants        | 66 392 | 85,16  |  |  |  |
| Blancs et nuls | Blancs et nuls               | Blancs et nuls | 1 494  | 2,25   |  |  |  |
| Exprimés       | Exprimés                     | Exprimés       | 64 898 | 97,75  |  |  |  |

#### Deuxième circonscription (Romorantin-Lanthenay)
|                | Roger Corrèze sortant réélu | RPR            | 27 365 | 50,41  |  |  |  |
|                | Jeanny Lorgeoux             | PS             | 15 131 | 27,88  |  |  |  |
|                | Jacqueline Delanoue         | PCF            | 9 891  | 18,22  |  |  |  |
|                | Claude Bedu                 | LO             | 1 894  | 3,49   |  |  |  |
|                |                             |                |        |        |  |  |  |
| Inscrits       | Inscrits                    | Inscrits       | 65 327 | 100,00 |  |  |  |
| Abstentions    | Abstentions                 | Abstentions    | 9 683  | 14,82  |  |  |  |
| Votants        | Votants                     | Votants        | 55 644 | 85,18  |  |  |  |
| Blancs et nuls | Blancs et nuls              | Blancs et nuls | 1 363  | 2,45   |  |  |  |
| Exprimés       | Exprimés                    | Exprimés       | 54 281 | 97,55  |  |  |  |

#### Troisième circonscription (Vendôme)
| Candidat       | Candidat                    | Parti          | Premier tour | Premier tour | Second tour | Second tour |  |
| Candidat       | Candidat                    | Parti          | Voix         | %            | Voix        | %           |  |
| -------------- | --------------------------- | -------------- | ------------ | ------------ | ----------- | ----------- |  |
|                | Jean Desanlis sortant réélu | UDF (CDS)      | 23 256       | 49,05        | 26 491      | 54,07       |  |
|                | Robert Girond               | PS             | 12 542       | 26,45        | 22 499      | 45,93       |  |
|                | Bernard Hemme               | PCF            | 7 348        | 15,5         | Retrait     | Retrait     |  |
|                | Philippe Moutié             | Écologie 78    | 1 905        | 4,02         |             |             |  |
|                | Nicole Lheron               | LO             | 1 377        | 2,9          |             |             |  |
|                | Roland Deniau               | PSU (FA)       | 985          | 2,08         |             |             |  |
|                |                             |                |              |              |             |             |  |
| Inscrits       | Inscrits                    | Inscrits       | 57 081       | 100,00       | 57 073      | 100,00      |  |
| Abstentions    | Abstentions                 | Abstentions    | 8 509        | 14,91        | 7 247       | 12,7        |  |
| Votants        | Votants                     | Votants        | 48 572       | 85,09        | 49 826      | 87,3        |  |
| Blancs et nuls | Blancs et nuls              | Blancs et nuls | 1 159        | 2,39         | 836         | 1,68        |  |
| Exprimés       | Exprimés                    | Exprimés       | 47 413       | 97,61        | 48 990      | 98,32       |  |